# Chirembia massawae
Chirembia massawae är en insektsart som beskrevs av Ross 2006. Chirembia massawae ingår i släktet Chirembia och familjen Embiidae. Inga underarter finns listade i Catalogue of Life.